# Евстратовское сельское поселение
Евстратовское сельское поселение — муниципальное образование в Россошанском районе Воронежской области.
Административный центр — село Евстратовка.
| 2010  | 2012  | 2013  | 2014  | 2015  | 2016  | 2017  |
| ----- | ----- | ----- | ----- | ----- | ----- | ----- |
| 1502  | ↘1493 | ↘1487 | ↘1457 | ↗1461 | ↘1459 | ↗1466 |
| 2018  |       |       |       |       |       |       |
| ↘1445 |       |       |       |       |       |       |

## Административное деление
В состав поселения входят 4 населенных пункта:
- село Евстратовка
- хутор Малая Меженка
- хутор Пинчук
- хутор Славянка